# تپه زینب
تپه زینب مربوط به دوران‌های تاریخی پس از اسلام است و در شهرستان علی‌آباد، بخش مرکزی، روستای سنگدوین واقع شده و این اثر در تاریخ ۲۷ مرداد ۱۳۸۲ با شمارهٔ ثبت ۹۷۶۱ به‌عنوان یکی از آثار ملی ایران به ثبت رسیده است.